# 六郎山
六郎山（ろくろうやま）は、徳島県那賀町にある山。標高は1,287.3m。

## 地理
旧那賀郡木沢村の南端にある山。旧木頭村と上那賀町の境界をなす青ノ塔から約2.5km東北東の木沢村内に入った地点にある。中部山渓県立自然公園に属する。
坂州木頭川を挟んで山岳信仰の黒瀧寺と対峙する。徳島藩政期には掛盤村に属していた。村名の由来は平家の武将が落人となってこの集落を通過した折、食器を載せる掛盤を持った小膳番がこの地で死亡し、郷土の森に葬ったことによる。